# Рудар (Веленє)
«Ногометні Клуб Рудар Веленє» (словен. Nogometni Klub Rudar Velenje) — словенський футбольний клуб із міста Веленє, заснований 1948 року. Виступає у словенській Першій лізі. Останнє повернення до словенської Першої ліги відбулося в сезоні 2008-09 років.

## Досягнення
Кубок Республіки Словенія:
- Володар кубка: 1979/80
- Фіналіст кубка: 1977/78, 1981/82, 1989/90, 1990/91

Кубок Словенії:
- Володар кубка: 1997/98

Перша ліга:
- Бронзовий призер: 1998/99, 1999/2000, 2008/09, 2013/14

Друга ліга:
- Чемпіон: 2003/04, 2004/05, 2007/08

## Турніри УЄФА
| Сезон   | Турнір                      | Раунд                        | Країна    | Клуб               | 1-а гра | 2-а гра       | Разом |
| ------- | --------------------------- | ---------------------------- | --------- | ------------------ | ------- | ------------- | ----- |
| 1995    | Кубок Інтертото             | Група 2                      | Англія    | Тоттенгем Хотспур  | 1–2     | –             | –     |
|         |                             | Група 2                      | Швеція    | Естерс             | 1–3     | –             | –     |
|         |                             | Група 2                      | Німеччина | Кьольн             | 0–1     | –             | –     |
|         |                             | Група 2                      | Швейцарія | Люцерн             | 1–1     | –             | –     |
| 1998–99 | Кубок володарів кубків УЄФА | Кваліфікаційний раунд        | Молдова   | Тирасполь          | 2–0     | 0–0           | 2–0   |
|         |                             | Перший раунд                 | Хорватія  | Вараждин           | 0–1     | 0–1           | 0–2   |
| 1999    | Кубок Інтертото             | Перший раунд                 | Швеція    | Хальмстадс         | 0–0     | 2–2           | 2–2   |
|         |                             | Другий раунд                 | Австрія   | Аустрія (Лустенау) | 1–2     | 1–2           | 2–4   |
| 2009–10 | Ліга Європи УЄФА            | Перший кваліфікаційний раунд | Естонія   | Нарва Транс        | 3–0     | 3–1           | 6–1   |
|         |                             | Другий кваліфікаційний раунд | Сербія    | Црвена Звезда      | 0–1     | 0–4           | 0–5   |
| 2014–15 | Ліга Європи УЄФА            | Перший кваліфікаційний раунд | Албанія   | Лачі               | 1–1     | 1–1 (пен 2-3) | 2–2   |